# Дівочі Сльози (водоспад, Івано-Франківський район)
Дівочі сльози — травертиновий водоспад між селами Ісаків і Петрів Олешанської сільської громади Івано-Франківського району Івано-Франківської обл. Входить до складу регіонального ландшафтного парку «Дністровський». Його основою є мох, який упродовж століть ріс, відмирав і кам'янів, що спричиняло ріст наступних нашарувань моху.
Зі скелі біля Дністра нависає величезна (близько 3,5 — 4 м) травертинова брила, по всій площі якої стікають краплини води. Ці краплини утворюють струмок, що збігає до Дністра. Краплини схожі на сльози, що дало назву водоспадові. Взимку вода замерзає, перетворюючись на бурульки.
11 травня 2019 року травертинова брила, з якої стікала вода, повністю обвалилася і впала в Дністер.

## Світлини та відео

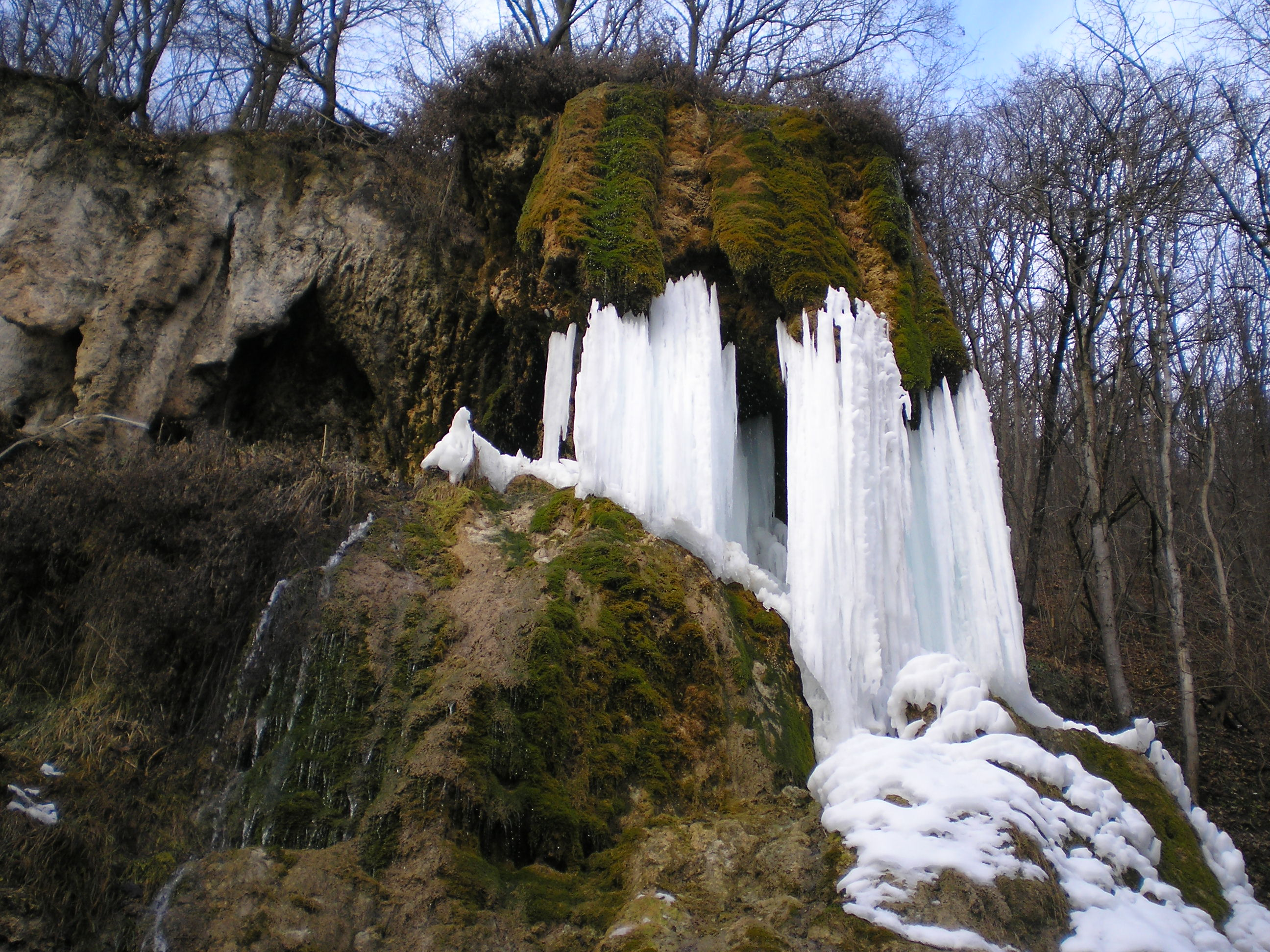
Водоспад зблизька
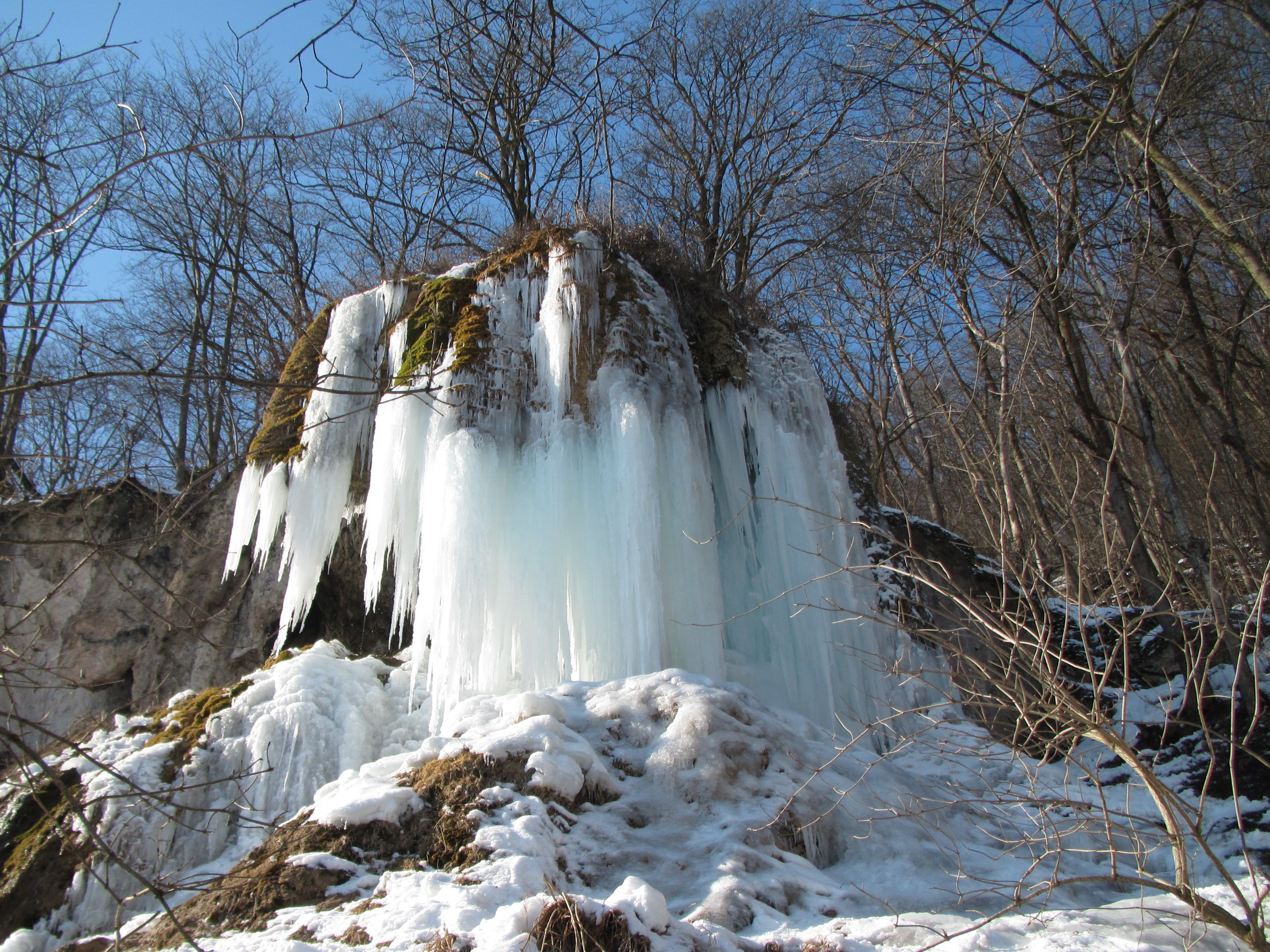
Водоспад взимку
- Відео водоспаду